# Gosau
Gosau osztrák község Felső-Ausztria Gmundeni járásában. 2018 januárjában 1797 lakosa volt.

## Elhelyezkedése

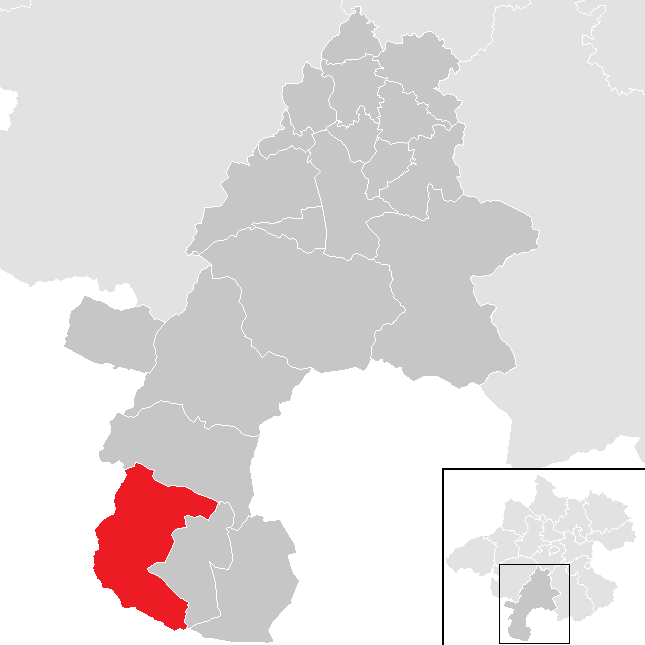
Gosau a Gmundeni járásban

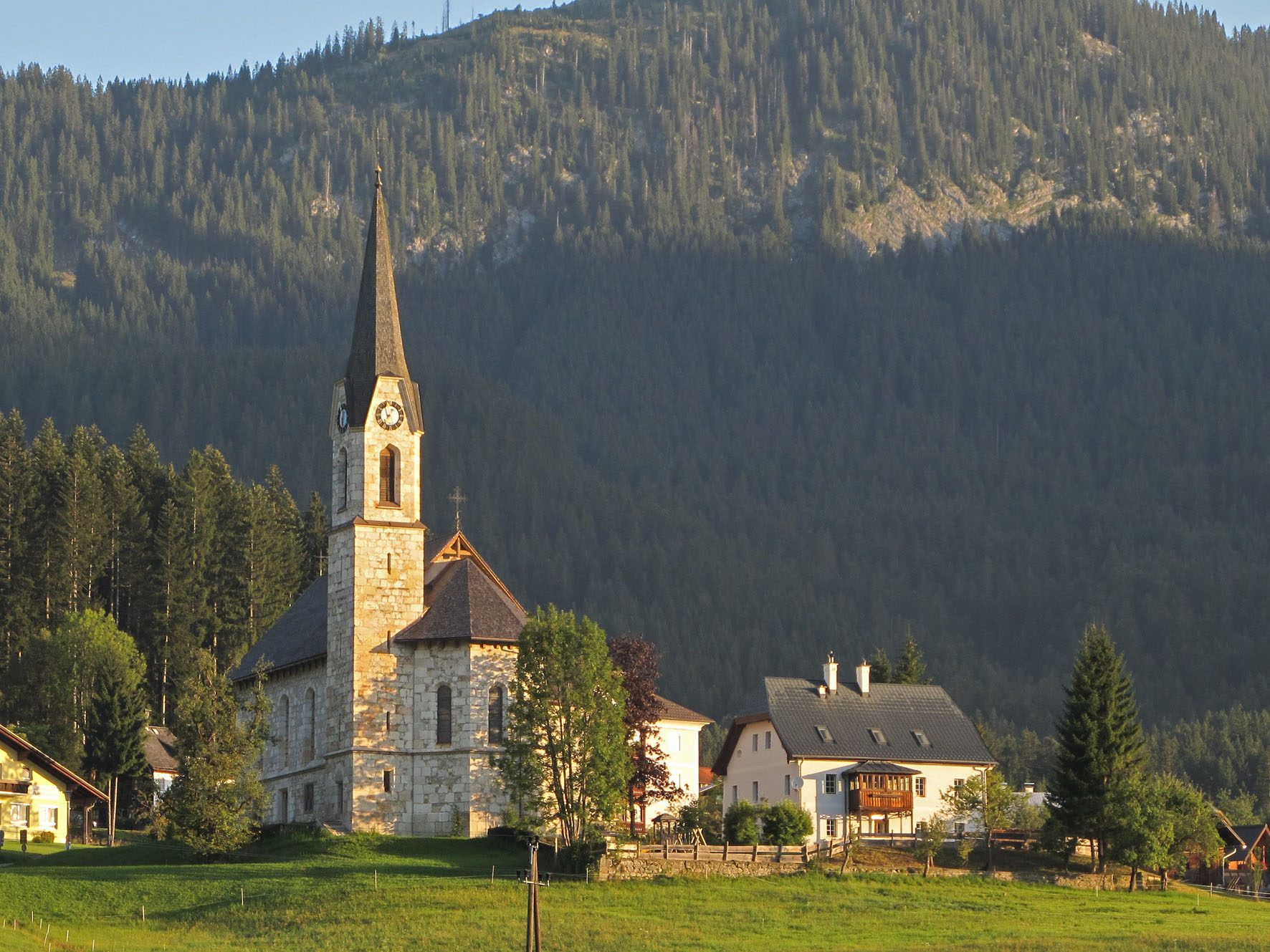
Az evangélikus templom

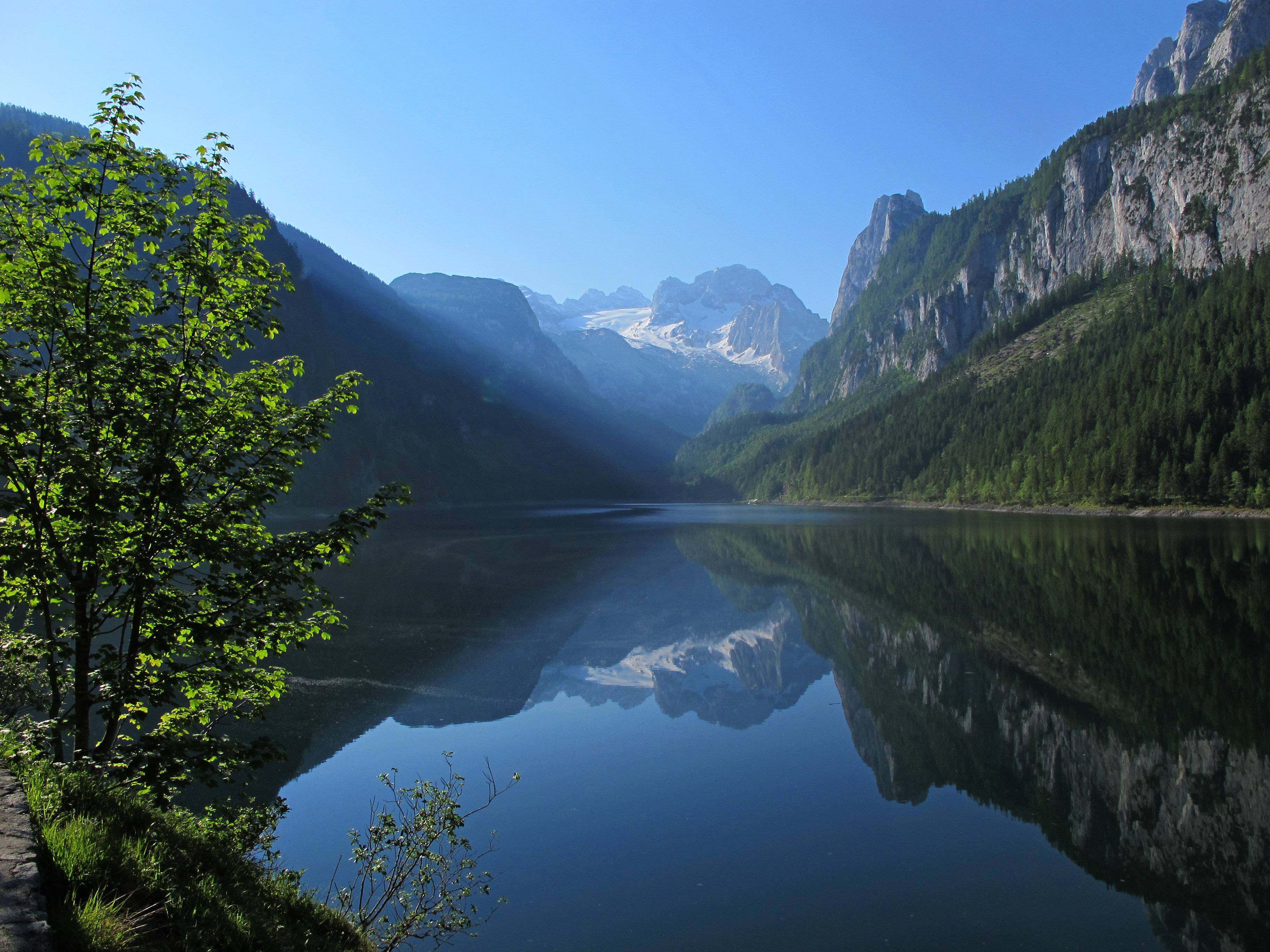
A Vorderer Gosausee

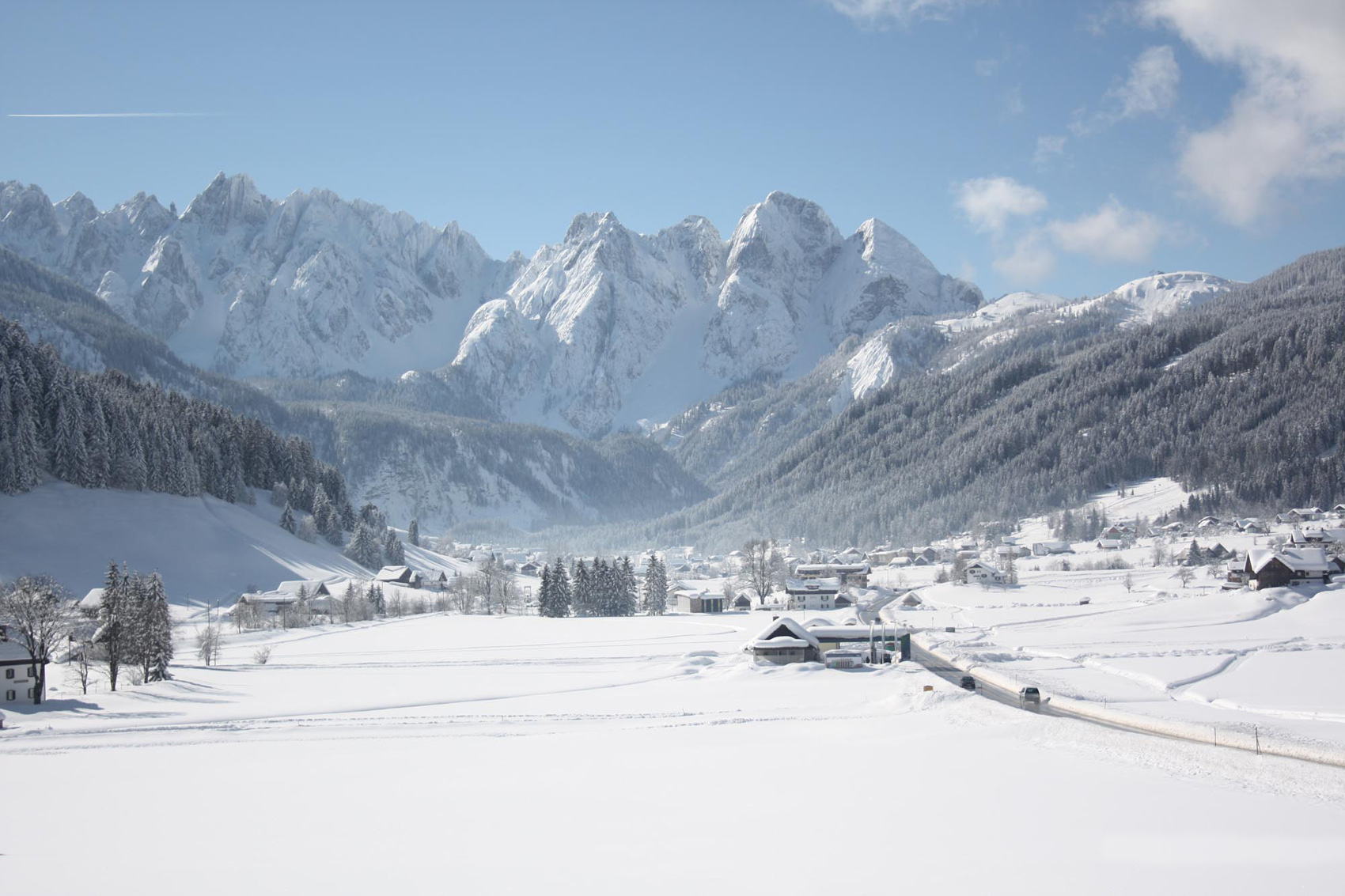
A Gosau-völgy télen (háttérben a Gosaukamm)

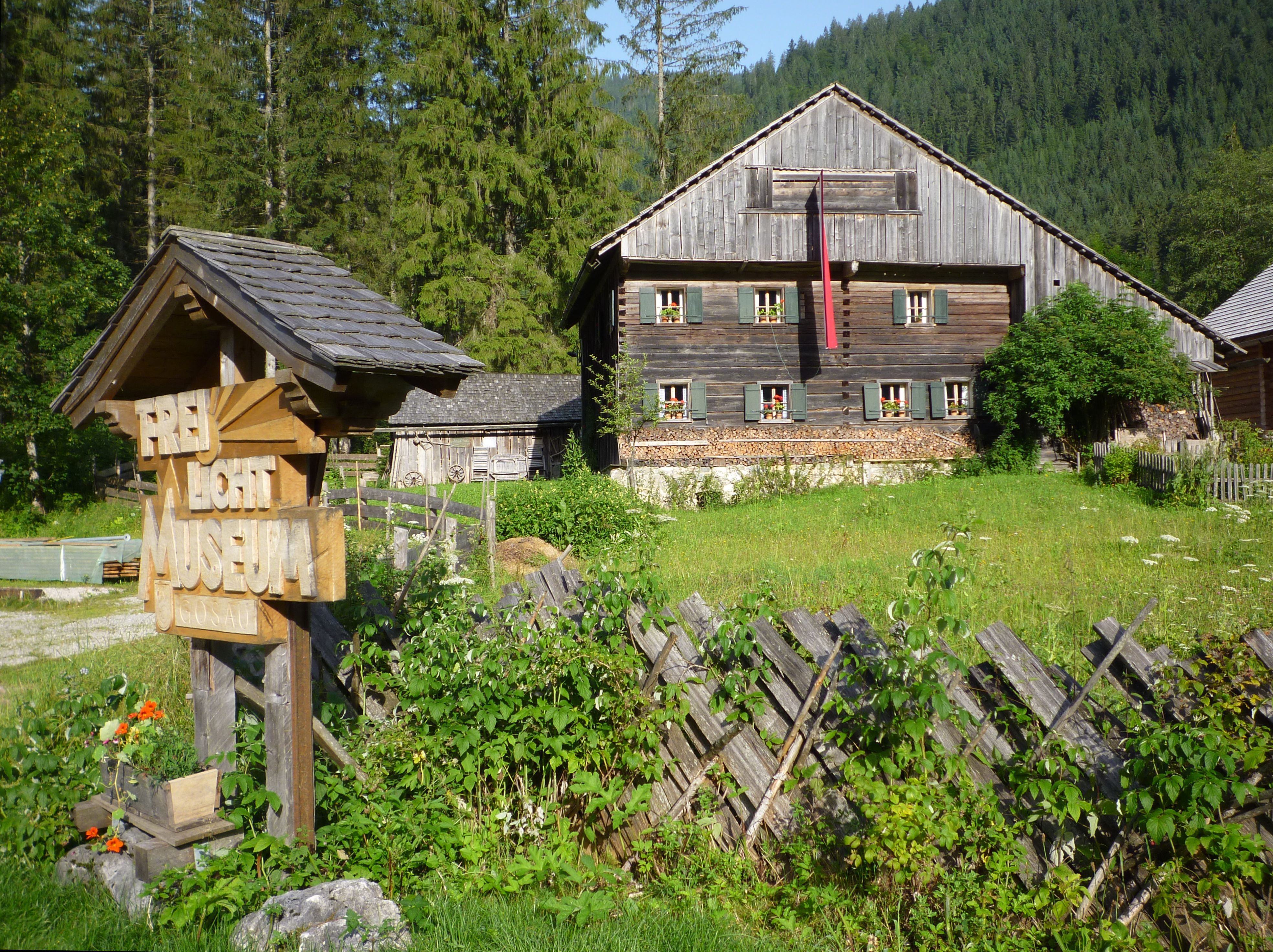
A Schmiedbauern skanzen

Gosau Felső-Ausztria Traunviertel régiójában fekszik, a Salzkammergut területén, a Dachstein-hegységtől északra, a Hallstatti-tóba torkolló Gosaubach folyó völgyében. Jelentősebb állóvizei még a Vorderer Gosausee, a Hinterer Gosausee és a Gosaulacke. Hegyvidéki déli része (beleértve a három tavat) természetvédelmi terület. A legmagasabb, 2000 m fölötti hegycsúcsok délnyugati részén találhatóak, a Dachsteinhez tartozó Gosaukamm-csoportban, amelynek legmagasabb pontja a Großwand (2415 m). Területének 58,9%-a erdő. Az önkormányzat 15 falut, illetve településrészt egyesít: Klaushof, Bärnau, Jagerbauer, Vordertal, Grafner, Ramsau, Gosau, Auer, Kirchschlag, Steinermühle, Mittertal, Ötscheranger, Kranabet, Hintertal és Gosauschmied. 
A környező önkormányzatok: északra Bad Goisern am Hallstättersee, keletre Hallstatt, délre Ramsau am Dachstein (Stájerország), délnyugatra Filzmoos, nyugatra Annaberg-Lungötz és Abtenau, északnyugatra Rußbach am Paß Gschütt (utóbbi négy Salzburg tartományban). 

## Története
A Gosau-völgyet a 13. században kezdték el betelepíteni a salzburgi Szt. Péter-apátságból. Első írásos említése 1231-ből származik. Lakóinak többsége fakitermeléssel foglalkozott, amelyet a hallstatti sóbányának szállítottak. 1295-ben az I. Albert herceg által létesített sólepárlót IV. Konrad von Fohnsdorf salzburgi érsek katonái lerombolták: ez volt a csúcspontja az Osztrák Hercegség és az érsekség között 1291-1295 között dúló ún. gosaui sóháborúnak. A vitatott terület legkésőbb 1441-re véglegesen a Habsburg Enns fölötti Ausztria Hercegségének birtoka lett.  
A völgy Szt. Sebestyénnek szentelt, a hallstatti plébánia alá rendelt katolikus temploma 1507-ben épült. Korábban a helybeliek lelki szükségleteiről a fából készült Szt. Jakab-templom gondoskodott.
1602-ben a többi salzkammerguti protestánssal együtt a gosauiak is fellázadtak. A felkelésnek a Gschütt-hágón érkező, Wolf Dietrich von Raitenau érsek vezette salzburgi csapatok vetettek véget. Az ellenreformáció után a hitüket addig titokban gyakorló protestánsok csak II. József türelmi rendelete után, 1784-ben létesíthettek imaházat; templomuk 1869-ben épült. 
A napóleoni háborúk során a falut több alkalommal megszállták. A 19. század közepétől a császári udvar a közeli Bad Ischlben töltötte a nyarakat és a környező vidék (így a Gosau-völgy) turizmusa fellendült. Az 1920-as években sípályákat létesítettek, az 1970-es években pedig sífelvonókat építettek. Ma évente kb. 300 ezer vendégéjszakát realizálnak a község szállásadói.  
1913-ban vízierőművet létesítettek a Gosaubachon, ekkor duzzasztották fel a Vorderer Gosauseet és ekkor jött létre a ma ismert táj.
A köztársaság 1918-as megalakulásakor Gusaut Felső-Ausztria tartományhoz sorolták. Miután Ausztria 1938-ban csatlakozott a Német Birodalomhoz, az Oberdonaui gau része lett; a második világháború után visszakerült Felső-Ausztriához.

## Lakosság
A gosaui önkormányzat területén 2018 januárjában 1797 fő élt. A lakosságszám 2001-ben érte el csúcspontját 1944 fővel, azóta némileg visszaesett. 2016-ban a helybeliek 92,9%-a volt osztrák állampolgár; a külföldiek közül 2,7% a régi (2004 előtti), 1,9% az új EU-tagállamokból érkezett. 0,9% a volt Jugoszlávia (Szlovénia és Horvátország nélkül) vagy Törökország, 1,9% egyéb országok polgára. 2001-ben a lakosok 20,1%-a római katolikusnak, 75,8% evangélikusnak, 1,9% pedig felekezeten kívülinek vallotta magát. Ugyanekkor 10 magyar élt a községben.
| 2016 | 1 774 |
| 2018 | 1 792 |

## Látnivalók
Gosau a világörökséghez tartozó Hallstatt–dachsteini kultúrtáj része. 
- a Szt. Sebestyén-plébániatemplom
- az evangélikus templom
- a Vorderer Gosausee, Hinterer Gosausee és Gosaulacke hegyi tavak
- a Dachstein festői hegyvidéke számos túrázási és síelési lehetőséget nyújt. A tájakat számos 19. századi festő (pl. Adalbert Stifter, Ferdinand Georg Waldmüller, Friedrich Gauermann) is megörökítette.
- a Schmiedbauern skanzen
- a kálváriahegy és kápolnája

## Fordítás
- Ez a szócikk részben vagy egészben  a   Gosau című német Wikipédia-szócikk ezen változatának fordításán alapul.  Az eredeti cikk szerkesztőit annak laptörténete sorolja fel. Ez a jelzés csupán a megfogalmazás eredetét és a szerzői jogokat jelzi, nem szolgál a cikkben szereplő információk forrásmegjelöléseként.